# 鷲津鈆平
鷲津 鈆平（わしづ しょうへい、1885年1月20日 - 1970年2月20日）は、日本陸軍の軍人。最終階級は陸軍中将。

## 経歴
愛知県出身。愛知一中を経て、1905年（明治38年）11月、陸軍士官学校（第18期）を卒業。翌年6月、歩兵少尉に任官し歩兵第6連隊付となる。陸士生徒隊付などを経て、1915年（大正4年）12月、陸軍大学校（第27期）を優等で卒業した。
歩兵第6連隊中隊長、参謀本部員、アメリカ駐在を経て、1918年（大正7年）9月から11月まで在欧米軍に従軍した。参謀本部員、フィリピン出張、欧米出張などを経て、1926年（大正15年）12月、支那駐屯軍参謀に就任。近衛歩兵第3連隊付を経て、1929年（昭和4年）8月、陸軍大佐に昇進し陸軍歩兵学校教官となる。アメリカ大使館付武官、参謀本部付、歩兵第13連隊長などを歴任し、1934年（昭和9年）8月、陸軍少将に進級。
歩兵第39旅団長、近衛師団司令部付、陸軍戸山学校長を歴任し、1937年（昭和12年）11月、陸軍中将に進んだ。1938年（昭和13年）7月、第21師団長に親補され、中国戦線で活動。1940年（昭和15年）9月、第4軍司令官となり、参謀本部付を経て1941年（昭和16年）12月、予備役に編入された。1945年（昭和20年）4月に応召、名古屋師管区司令官に就任した。同年10月、召集解除となった。
1947年（昭和22年）11月28日、公職追放仮指定を受けた。

## 栄典
勲章
- 1940年（昭和15年）8月15日 - 紀元二千六百年祝典記念章[2]